# Gambias fodboldlandshold
Gambias fodboldlandshold repræsenterer Gambia i fodboldturneringer og kontrolleres af Gambias fodboldforbund.